# Camillo di Pietro
Camillo di Pietro (ur. 10 stycznia 1806 w Rzymie, zm. 6 marca 1884 w Rzymie) – włoski kardynał.

## Życiorys
Studiował w Rzymie na kilku uczelniach, uzyskując w 1829 doktorat z prawa cywilnego i kanonicznego. Od listopada 1830 był protonotariuszem apostolskim. 13 grudnia 1830 wygłosił kazanie dla kardynałów na rozpoczęcie Konklawe 1830–1831. Za pontyfikatu Grzegorza XVI był delegatem apostolskim w Orvieto (1832) i Spoleto (1834–1835), a następnie audytorem Roty Rzymskiej (1835–1839). W 1839 został wyświęcony na tytularnego arcybiskupa Bejrutu i mianowany nuncjuszem w Neapolu. W latach 1844–1859 kierował nuncjaturą w Lizbonie (początkowo jako internuncjusz nadzwyczajny, 1847–1856 jako nuncjusz apostolski, 1856–1859 jako pronuncjusz). Papież Pius IX w 1853 kreował go kardynałem in pectore. Nominację tę podano do publicznej wiadomości w 1856, jednak kapelusz kardynalski i tytuł prezbitera San Giovanni a Porta Latina otrzymał dopiero po powrocie z Portugalii w 1859. W latach 1863–1867 był prefektem Sygnatury Apostolskiej. Kardynał-biskup Albano (20 września 1867 – 12 marca 1877), Porto e Santa Rufina (12 marca 1877 – 15 lipca 1878) i Ostia e Velletri (od 15 lipca 1878 do śmierci). Uczestniczył w konklawe 1878 jako subdziekan św. Kolegium, odegrał znaczącą rolę w jego organizacji (m.in. negocjował z rządem włoskim odpowiednie gwarancje). Kamerling św. Kościoła Rzymskiego i dziekan św. Kolegium Kardynałów od marca 1878. Zmarł w Rzymie w wieku 78 lat.